# Spankeren
Spankeren is een Nederlands dorp in de gemeente Rheden in de provincie Gelderland. Het heeft 955 inwoners (per 1 januari 2023) en ligt aan het Apeldoorns Kanaal tegenover de plaats Dieren. Een inwoner van dit dorp heet een Spankenees.
Hoewel Spankeren een klein dorp is, zijn er twee industrieterreinen aanwezig waar veel bedrijven gevestigd zijn. Een van deze industrieterreinen is gelegen op de plek waar van 1916 tot 1975 het witgoedbedrijf Emailleerfabriek De Ysel (EDY) stond. Ook ligt daar boerderijwinkel De Nieuwenburgt
In Spankeren ligt kasteel de Gelderse Toren.
De scheve tufstenen toren van de Petruskerk dateert uit de twaalfde eeuw en behoort daarmee tot de oudste kerktorens van de Veluwe (de Vale Ouwe). In de zijmuur van de kerk is een gedenksteen aangebracht waarop de tekst "1803 is den eersten steen gelegd door Alexander Rhemen" (die ooit ook De Gelderse Toren bezat).

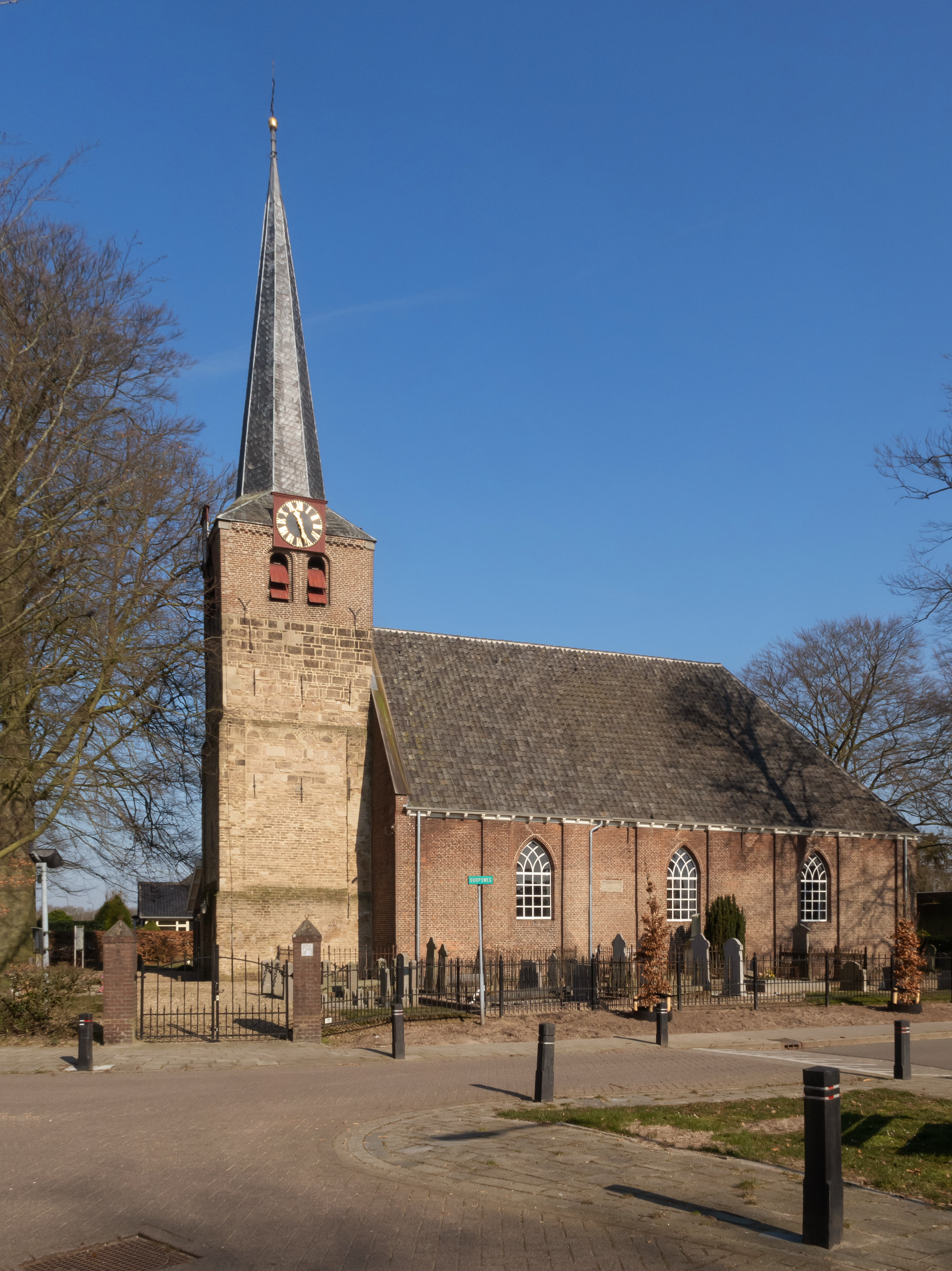
Kerk in Spankeren
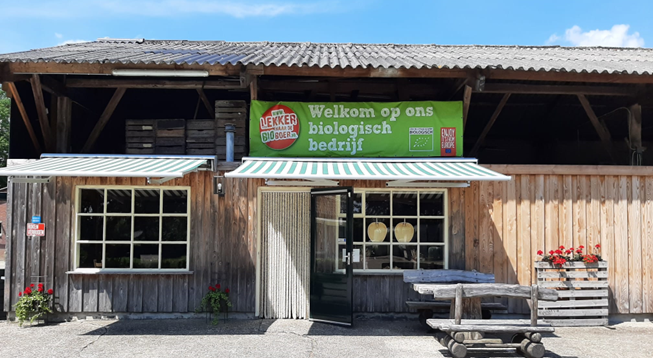
De Nieuwenburgt in Spankeren

## Bekende Spankenezen
- Erik Breukink (1964), wielrenner en ploegleider